# Taylor Branch

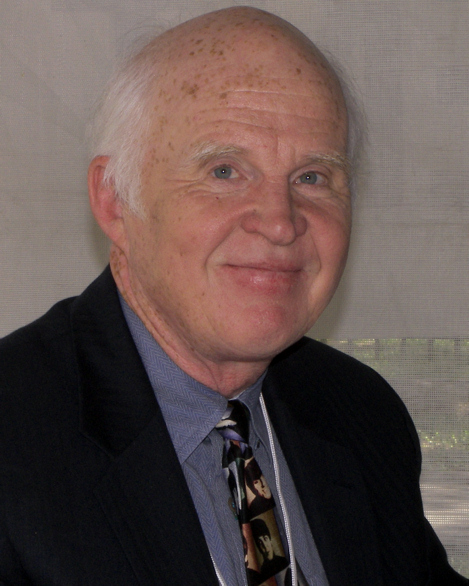
Taylor Branch (2009)

Taylor Branch (* 14. Januar 1947 in Atlanta, Georgia) ist ein US-amerikanischer Autor und Historiker.

## Leben
Taylor Branch ist der Sohn von Franklin T. und Jane Branch, geb. Worthington. Er besuchte die University of North Carolina at Chapel Hill, wo er 1968 mit dem Bachelor of Arts im Fach Geschichte abschloss, und die Woodrow Wilson School of Public and International Affairs der Princeton University. Dort beendete er sein Studium 1970 mit dem Master of Public Affairs.
Ab 1970 war Branch als Journalist für The Washington Monthly, Harper’s und Esquire tätig. Außerdem veröffentlichte er Sachbücher über historische und politische Themen. Seit 1976 lebt er hauptsächlich von seiner Tätigkeit als unabhängiger Autor. Sein bekanntestes Werk ist die Trilogie America in the King Years, in der er die Geschichte der US-amerikanischen Bürgerrechtsbewegung mit Schwerpunkt auf Martin Luther King beschreibt. Es wurde mehrfach ausgezeichnet, unter anderem erhielt Branch für den ersten Band 1989 den Pulitzer-Preis für Geschichte.
Branch lehrte Geschichte der Bürgerrechtsbewegung am Goucher College in Maryland (1998 bis 2000) und hielt Vorlesungen an weiteren Universitäten. Er war auch als Berater und Redenschreiber tätig und arbeitete ab 1992 für Bill Clinton.
Branch ist verheiratet mit Christina Macy und hat zwei Kinder. Er lebt in Baltimore.

## Publikationen (Auswahl)
- Blowing the Whistle: Dissent in the Public Interest. (mit Charles Peters) Praeger, New York 1972.
- Second Wind. (mit Bill Russell) Random House, New York 1979, ISBN 0-394-50385-6.
- The Empire Blues. Simon & Schuster, New York 1981, ISBN 0-671-23096-4.
- Labyrinth. (mit Eugene M. Propper) Viking New York 1982, ISBN 0-670-42492-7. Penguin Books, New York 1983, ISBN 0-14-006683-7.
- Parting the Waters: America in the King Years, 1954–1963. Simon & Schuster, New York 1988, ISBN 0-671-46097-8.

Pulitzer-Preis/Geschichte, 1989
National Book Critics Circle Award for General Nonfiction, 1988
English-Speaking Union Book Award, 1989
(Finalist): National Book Award, Non-Fiction, 1989
- Pillar of Fire: America in the King Years, 1963–1965. Simon & Schuster, New York 1998, ISBN 0-684-80819-6.

American Bar Association, Silver Gavel Award, 1999
Imus Book Award, 1999
The Hillman Prize, 1998
- At Canaan's Edge: America in the King Years, 1965–1968. Simon & Schuster, New York 2006, ISBN 0-684-85712-X.
- The Clinton Tapes: Wrestling History with the President. Simon & Schuster, New York 2009, ISBN 978-1-4165-4333-6.[4]
- The Cartel: Inside the Rise and Imminent Fall of the NCAA. Byliner, San Francisco 2011, ISBN 978-1-61452-013-9.
- The King Years: Historic Moments in the Civil Rights Movement. Simon & Schuster, New York 2013, ISBN 978-1-4516-7897-0.